# Ljerko Spiller
Ljerko Spiller (Crikvenica, 21 de julio de 1908 - Buenos Aires, 9 de noviembre de 2008) fue un violinista, profesor de música y director de orquesta croata nacionalizado argentino.

## Biografía
Nacido en Croacia en 1908 y de origen judío, realizó sus estudios con maestros de la talla de Vaclav Huml, Jacques Thibaud, George Enescu y el chelista Dirán Alexanian. Obtuvo los siguientes títulos: "Diploma de Artista" en la Academia de Música de Zagreb (1927), "Diplome D’Execution" en la École Normale de Musique de París (1928) y "Licence de Concert" en la École Normale de Musique de París (1930). 
Fue profesor de violín en la Escuela Normal de Música de París (1930-1935), desempeñándose a la vez como concertino en la orquesta de cámara dirigida por Alfred Cortot (1928-1935).
Fue también en 1935 cuando emigró a Argentina ante el peligro del emergente Nacionalsocialismo, dada su condición de judío. Allí creó la Orquesta de Cámara Ljerko Spiller.
Inmediatamente de llegado a la Argentina tomó contacto con la Logosofía, disciplina a la que le reconoció una influencia positiva en él hasta sus últimos años.
Fue miembro de los jurados en los concursos internacionales de violín de Ginebra en 1980 y de Zagreb en 1977, 1981, 1985, 1989 y 1993. 
Fundador de las Orquestas de la Asociación Amigos de la Música y la de Jóvenes del Collegium Musicum. Fue Profesor Emérito Extraordinario de la Universidad Nacional de La Plata.
Fundador de la Orquesta de Jóvenes del Collegium Musicum, Orquesta Femenina de Radio el Mundo, de Buenos Aires. Colaboró regularmente con los cursos del Camping Musical Bariloche. 
Ha sido Director Titular de la Orquesta Juvenil de Radio Nacional y mentor de su cuarteto de cuerdas. 
Estrenó en Argentina innumerables obras de autores argentinos y extranjeros. 
Ha recibido gran cantidad de premios. Entre sus obras se destacan: "El pequeño violinista" (1943) (que alcanzó las seis ediciones) e "Iniciación al violín en grupos" (1980). 
Realizó críticas y artículos en Le Monde Musical y Le Courrier de Musique de París (1932-35). 
Fue jurado en concursos internacionales destacándose el de violín del Mozarteum de Salzburgo (1991).  
Fue Presidente del Gran Jurado de los Premios Konex en 1999.
Son sus hijos Andrés Spiller (oboe solista y director de orquesta) y Antonio Spiller (concertino de la orquesta sinfónica de la Bayerische Rundfunk).
Como pedagogo, ha formado a muchas generaciones de excelentes violinistas argentinos y sudamericanos.
En un reportaje, ha manifestado: «El peor elogio que un ex-alumno puede llegar a decirme es que mantiene al pie de la letra lo que aprendió conmigo hace tantos años. Yo trato siempre de mejorar y de buscar otros medios de expresión artística. La enseñanza y la interpretación deben modernizarse y cambiar constantemente».
Falleció en Buenos Aires a la edad de 100 años, en noviembre de 2008.

## Reconocimientos
Fue laureado con el quinto puesto en el Concurso Internacional de Violín Henryk Wieniawski (Varsovia, 1935).
Recibió el Premio Konex de Brillante en 1989 como la personalidad más importante de la Historia de la Música Clásica Argentina, así como el Premio Konex de Platino y un diploma al mérito, en relación con su labor como pedagogo, en el mismo año.También como pedagogo, recibió el premio de la Asociación de Críticos Musicales (1992).
En 2001, fue declarado Ciudadano Ilustre de la Ciudad de Buenos Aires.En 2007 recibió el Premio Cultura Nación, otorgado por la Secretaría de Cultura de la Nación.

## Publicaciones
- El pequeño violinista. 1943.
- Iniciación al violín en grupos. 1980.
- Kinder lernen Geige spielen. Eine neue Methode für die Anfänge auf der Geige. Für Kinder von 6 oder 7 bis gegen 10 Jahren; im Gruppen- oder Einzelunterricht. Musikhaus Pan, Zürich 1982.

## Biografías
- Rodolfo Arizaga: Enciclopedia de la música Argentina. Fondo Nacional de las Artes, Buenos Aires 1971.
- Helmut Rosner, Burchard Bulling,  Paul Frank, Florian Noetzel: Kurzgefasstes Tonkünstler Lexikon.  Heinrichshofen, Wilhelmshaven 1974.
- Miroslav Krleza: Leksikon Jugoslavenske Muzike. Jugoslavenski Leksikografski Zavod, Zagreb 1984.